# Сражение в долине Дунсиши
Сражение в долине Дунсиши (кит. 东硖石谷之战) — одно из сражений во время восстания киданей против господства империи Тан, произошедшее в марте 697 года северо-восточнее современного города Цяньань, провинция Хэбэй, в Китае. 

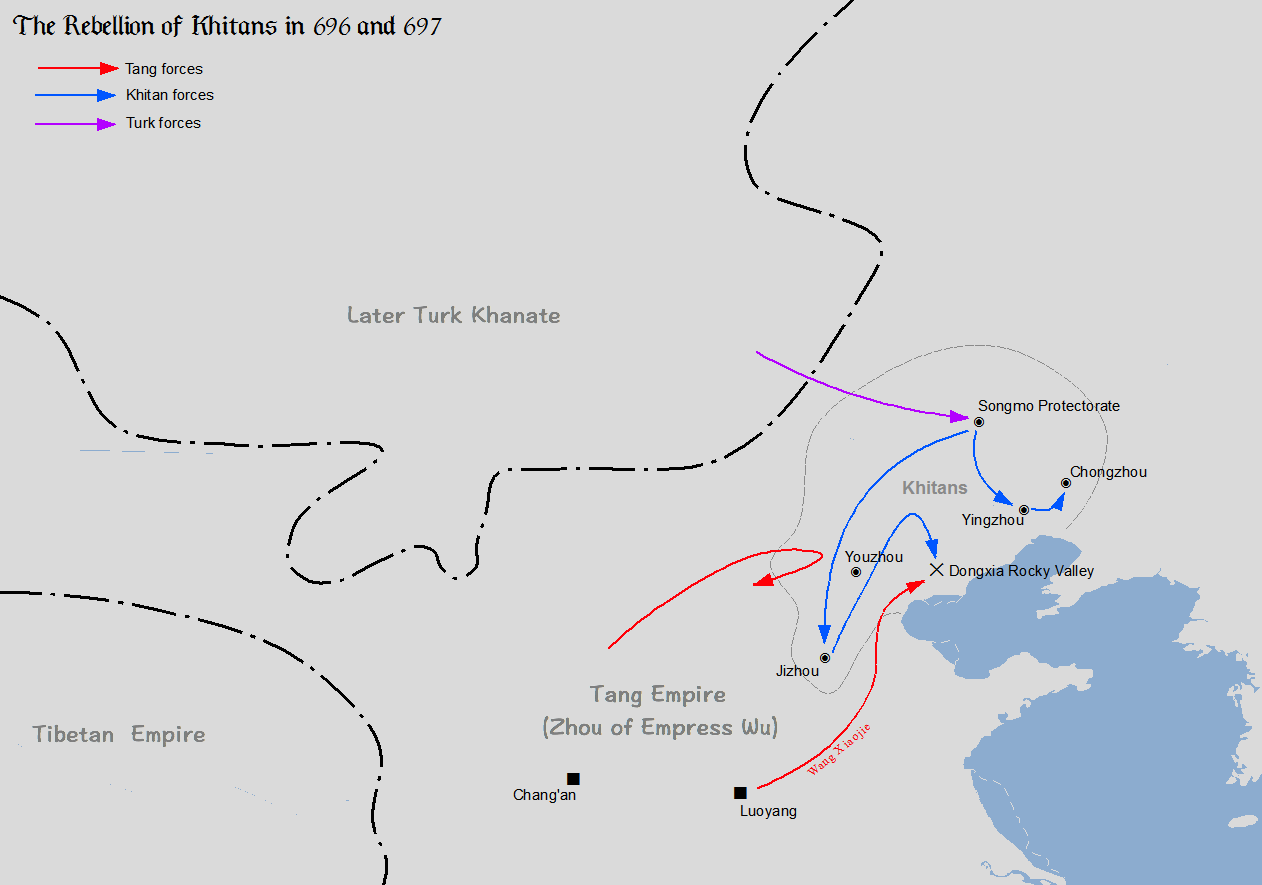
Восстание киданей в 696—697 гг.

После поражения имперских войск в сражении в долине Хуанчжан императрица У Цзэтянь издала указ о выкупе узников и домашних рабов, умеющих ездить верхом, и о создании из них в областях вокруг Шаньдуна конных отрядов для боев против киданей. Одновременно к борьбе против восставших был привлечён Капаган-каган Ашина Мочо, каган Восточно-тюркского каганата, который изъявил покорность У Цзэтянь и вызвался подавить восстание на определённых условиях. Получив от танского двора многочисленные дары и титулы, Мочо разбил киданей в 10-м месяце 696 года, но полностью подавить восстание не сумел.
После смерти Ли Цзиньчжуна единоличным руководителем восставших стал его зять Сунь Ваньжун, который сплотил киданей после поражения. Киданьская конница совершила набег на юг и захватила Цзичжоу (ныне Цзичжоу, провинция Хэбэй) и разорила уезды Инчжоу (ныне Хэцзянь, провинция Хэбэй), вызвав большое потрясение южнее Великой стены. 
Правительственная армия численностью 170 000 человек под командованием Ван Сяоцзе была отправлена в сторону Великой стены. В марте она подошла к долине Дунсиши. Кидани снова отступили, чтобы заманить противника. Поскольку дорога была узкой, первым двинулся авангард во главе с самим Ван Сяоцзе. Когда он стал разворачиваться в долине, чтобы занять боевой порядок, киданьская конница контратаковала. Войска противника были почти полностью уничтожены. Ван Сяоцзе упал со скалы и погиб. Основные силы, увидев поражение авангарда, бежали вместе со своим командующим Су Хунхуэем. 
Сунь Ваньжун воспользовался победой и вторгся в Ючжоу (совр. уезд Цзи, ныне Пекин), подвергнув его разорению. Попытка другой имперской армии под командованием У Юи отбить набег киданей также закончилась неудачей. 